# Караорманска базилика
Караорманската базилика (на македонска литературна норма: Караорманска базилика) е раннохристиянска православна базилика, чиито руини са открити край щипското село Стар Караорман, Северна Македония.

## Местоположение
Намира се на 1,7 km североизточно от Стар Караорман по пътя към Карбинци. Част е от археологическия обект Крушка.

## История
В 1984 година Щипският музей извършва защитни разкопки в Крушка, при които е открита базиликата.

## Описание
Базиликата е трикорабна с нартекс и анекси и размери 17,40 × 11,80 m.